# شهدطوطیک نارگیل
شهدطوطیک نارگیل (نام علمی: Trichoglossus haematodus) نوعی طوطی است که در استرالیا، شرق اندونزی، جزایر سلیمان و دیگر مناطق همسایه آن نواحی زندگی می‌کند. پرهای این طوطی، رنگارنگ و زیبا می‌باشد.

## نگارخانه

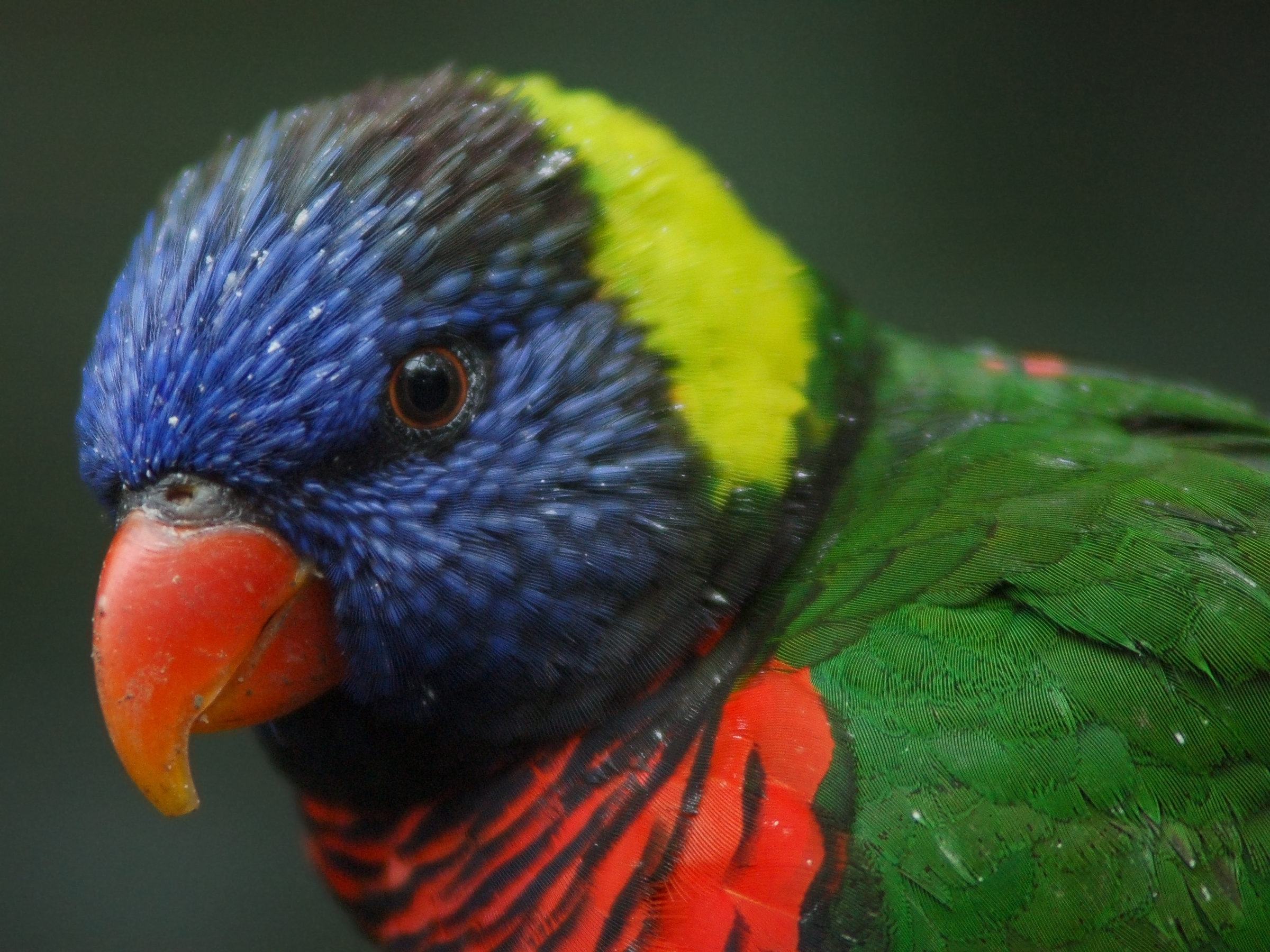
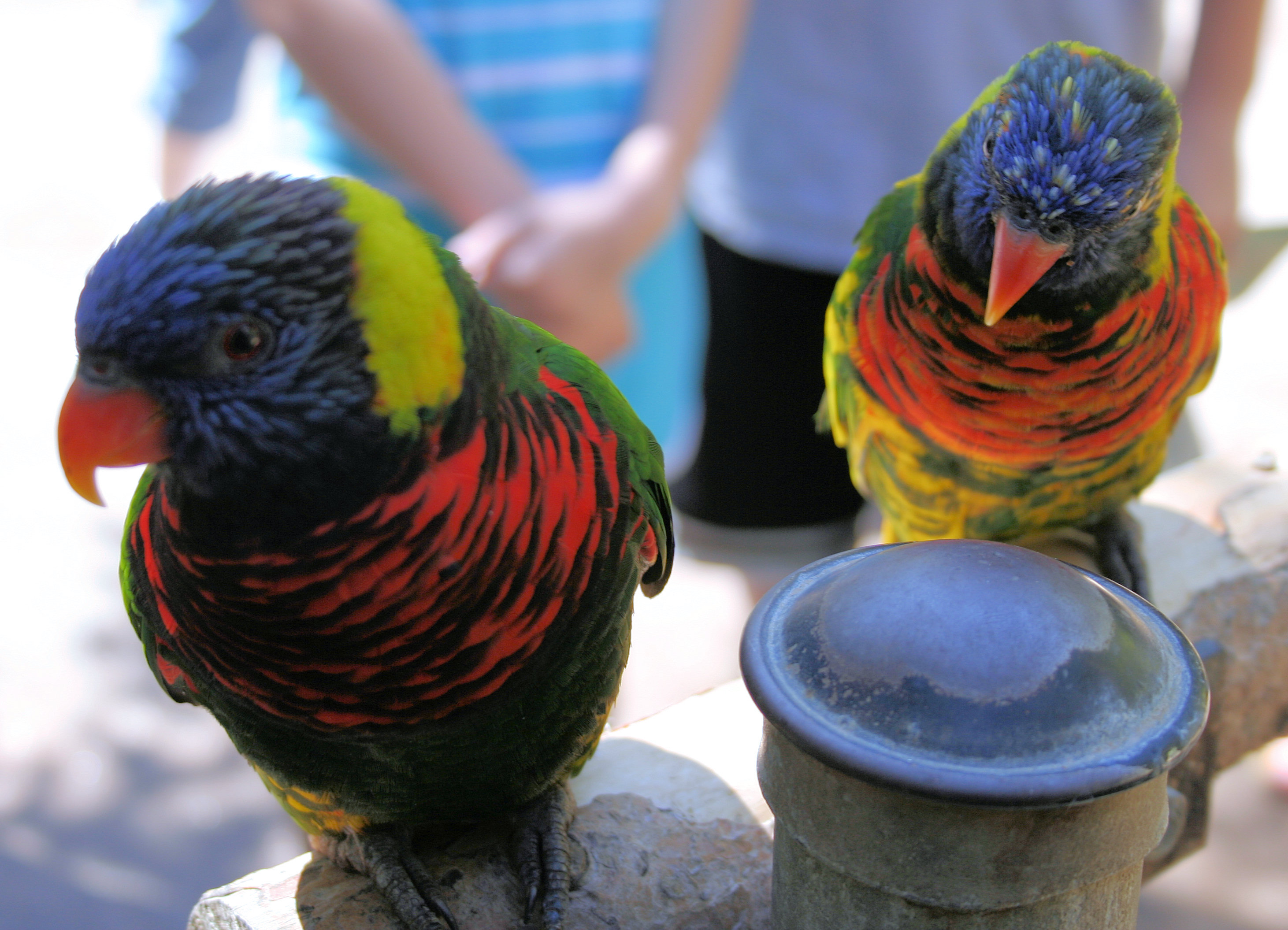
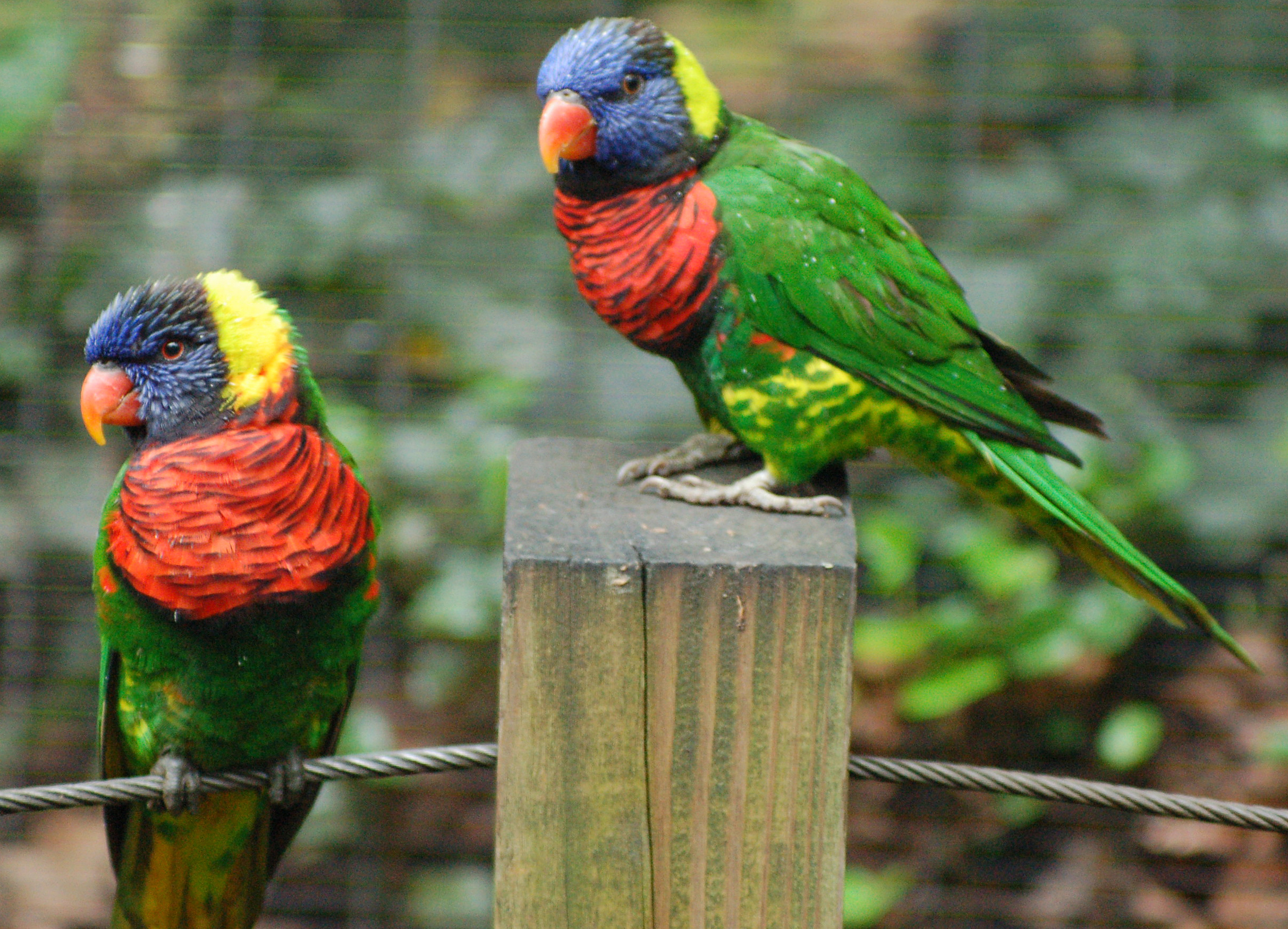
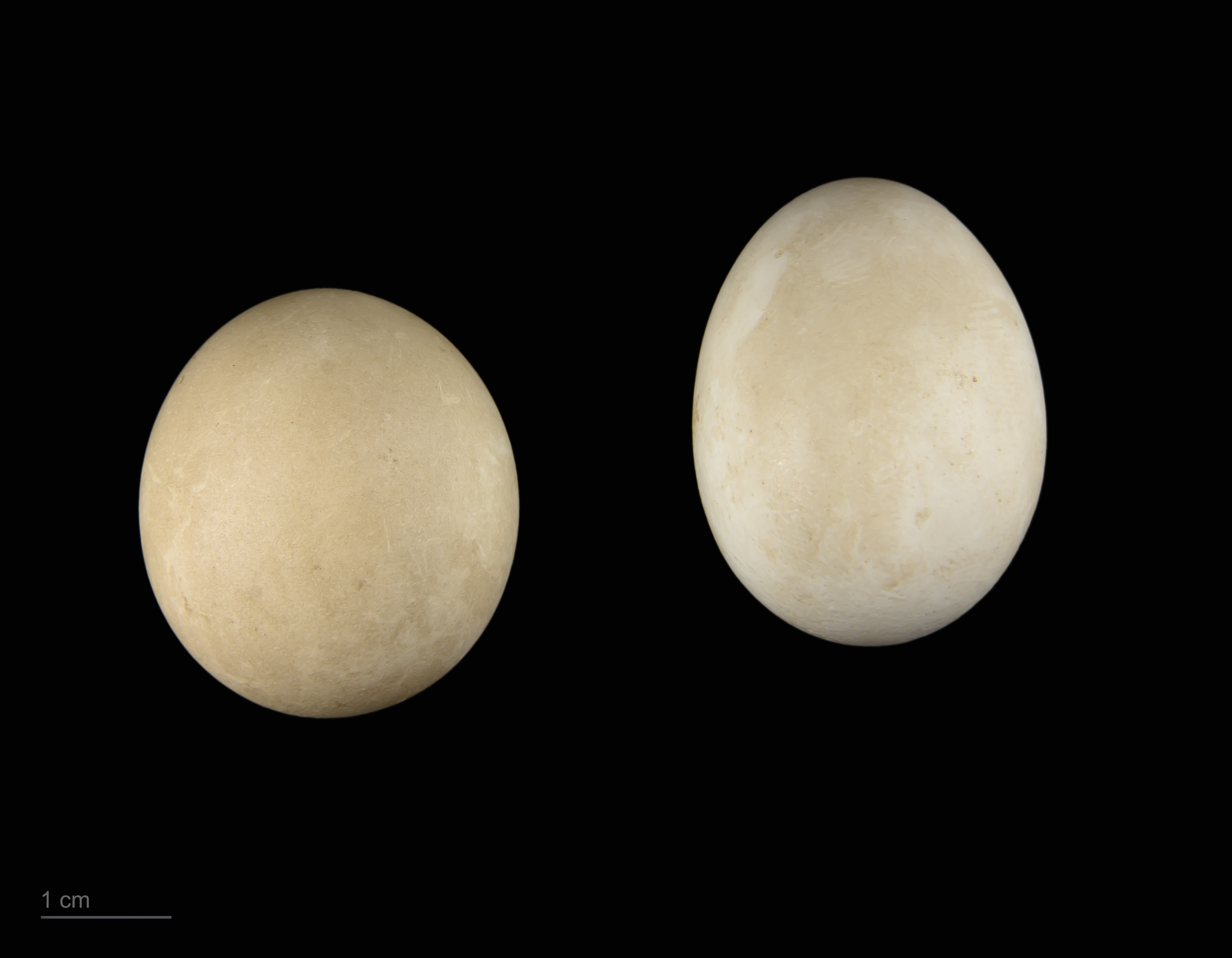
Museum specimen